# Blanca de Gassó y Ortiz
Blanca de Gassó y Ortiz (Madrid, 26 de noviembre de 1846-Madrid, 15 de abril de 1877) fue una escritora y poeta española del siglo XIX.

## Biografía
Publicó durante algunos años un Almanaque de Salón y colaboró en publicaciones periódicas madrileñas como La Lira, La Guirnalda, La Moda Elegante, El Bazar o El Correo de la Moda. Miembro de la Asociación de Escritores y Artistas Españoles y de la Sociedad Económica Matritense, fue autora de obras como Corona de la infancia: lecturas poéticas y canciones para niños (1867) o Cien cantares a los ojos; además de piezas dramáticas como una loa al Dos de mayo (1873), la comedia El primer vuelo y la tragedia Numancia. Falleció el 15 de abril de 1877, en Madrid, después de ser disparada diez días antes en la cabeza por su padre —que se suicidó a continuación—, suceso que tuvo lugar en el número 8 de la calle del Caballero de Gracia y tras el cual sería ingresada en el Hospital de la Princesa.
El padre de Blanca, Jacinto Gassó, era un comerciante cuya tienda, «El Bazar del Globo», se encontraba en la planta inferior del domicilio familiar en el nº 8. Mantenía un férreo control sobre la vida de su hija, aunque le permitía socializar en los círculos literarios y trabajar como escritora. Los cronistas de la época describen a la autora como una joven alta, esbelta, rubia y bella, pero el padre ahuyentaba a todos los pretendientes. Al poco de quedar viudo, el 5 de abril de 1877, disparó en la cabeza a su hija mientras dormía y luego hizo consigo lo mismo. Se rumoreó que Blanca se había enamorado y estaba dispuesta a casarse aunque Jacinto se oponía rotundamente al noviazgo. Ingresada en el Hospital de la Princesa en Madrid, Blanca permaneció consciente los primeros días: se casó con su amado in artículo mortis, dictó testamento dejándole todo su patrimonio y pidió personalmente la extremaunción. Los periódicos se hicieron eco de la tragedia y de la muerte de «la distinguida poetisa». Como es habitual, tras el asesinato, aumentaron las ventas de sus obras y poemarios, pero con los años cayó en el olvido.